# Hecamede granifera
Hecamede granifera är en tvåvingeart som först beskrevs av Thomson 1869.  Hecamede granifera ingår i släktet Hecamede och familjen vattenflugor. Inga underarter finns listade i Catalogue of Life.